# Пякупур
Пякупу́р (устар. Пяку-Пур) — река в России, протекает по территории Пуровского района Ямало-Ненецкого автономного округа, левая составляющая реки Пур.

## Географические сведения

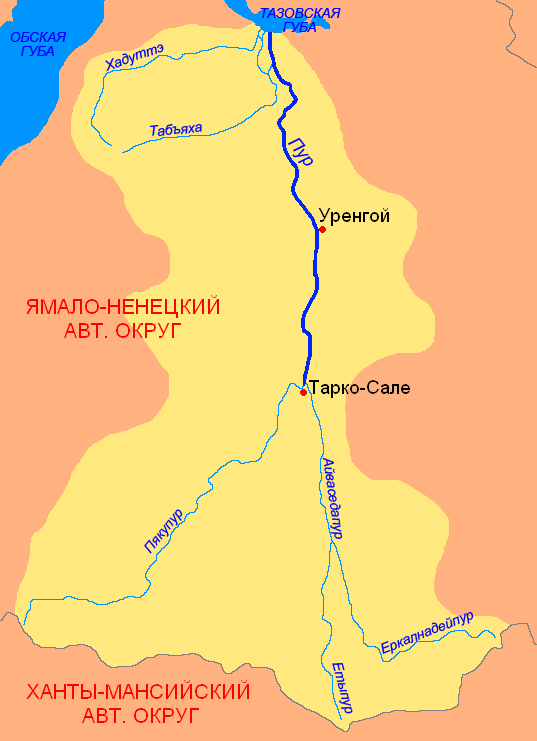
Бассейн реки Пур

Длина реки — 542 км (с рекой Янкъягун — 635 км), площадь бассейна — 31 400 км². Берёт своё начало слиянием рек Янкъягун и Нючавотыяха на возвышенности Сибирские Увалы, течёт на северо-восток, по заболоченной и лесистой низменности. Питание смешанное, с преобладанием снегового. В бассейне реки находится примерно 32,6 тыс. озёр, одно из крупнейших — озеро Пякуто. Основные притоки: Вынгапур (справа) и Пурпе (слева). Возле города Тарко-Сале Пякупур сливается с рекой Айваседапур, образуя реку Пур.

## Физические сведения
Средний расход воды 290 м³/с. Половодье с мая по август. Замерзает в октябре, вскрывается в конце мая — начале июня. Пякупур имеет большое количество стариц. На левом берегу находятся город Губкинский и посёлок Пурпе, на правом берегу находится город Тарко-Сале. Богата рыбой. На левобережье Пякупура — Комсомольское газовое и Губкинское нефтегазоконденсатное месторождения Западно-Сибирского нефтегазоносного бассейна.

## Притоки
(км от устья)

(указаны длины рек > 50 км)
- 1 км: река без названия (пр.)[4]
- 7 км: Панкитъяха (пр.)
- 30 км: Пудынаяха (лв.)[5]
- 53 км: Яръяха (пр.)
- 55 км: Пурпе (лв.) (длина 327 км)
- 72 км: Хынчибияха (пр.) (длина 81 км)
- 79 км: Янгъяха (пр.)
- 91 км: Ненянгъятаркаяха (пр.)[6]
- 96 км: Нарэцяяха (пр.)
- 99 км: Пыряяха (лв.)
- 109 км: Нгарка-Нядэйяха (пр.)
- 113 км: Нюдя-Нядэйяха (пр.)
- 117 км: Вынгапур (пр.) (длина 319 км)
- 132 км: протока Пякупурпарод (пр.)
- 141 км: Етуяха (лв.)
- 155 км: Харвъяха (лв.)
- 160 км: Халокуяха (лв.)
- 183 км: Хэкудьяха (лв.)
- 199 км: Янгаяха (пр.)
- 211 км: Нюдя-Латаяха (пр.)
- 222 км: протока Кэяё (лв.)
  - 6 км: Етуяха (лв.)
- 231 км: Ханзомараяха (лв.)[7]
- 240 км: Нгарка-Латаяха (пр.) (длина 68 км)
- 282 км: Тыдэяха (лв.)
- 286 км: Лангъяха (пр.)
- 290 км: Лумбатъяха (пр.) (длина 67 км)
- 296 км: Апокуяха (лв.)
- 312 км: Седеяха (пр.)[8]
- 320,1 км: Нгарка-Варкъяха (лв.)
- 320,8 км: Нюча-Варкъяха (лв.)
- 333 км: Каймъяха (лв.)
- 351 км: Хампумаяха (пр.)
- 359 км: Харучейяха (лв.) (длина 94 км)
- 355 км: Хальмеръяха (лв.)
- 403 км: Хояха (пр.)
- 409 км: Ханаяха (пр.) (длина 72 км)
- 462 км: Итуяха (пр.) (длина 94 км)
- 474 км: Хадутеяха (лв.)
- 480 км: Камгаяха (лв.) (длина 72 км)
- 500 км: Тляпкуръяха (пр.)
- 501 км: Куйкуяха (лв.)
- 508 км: Иемятъяха (лв.)
- 510 км: Нюча-Тляпкуръяха (пр.)
- 516 км: Котутаяха (лв.) (длина 58 км)
- 525 км: без названия (пр.)[9]
- 529 км: без названия (лв.)[10]
- 542 км: Янгъягун (лв.) (длина 93 км)
- 542 км: Нюча-Вотыяха (пр.)

## Данные водного реестра
По данным государственного водного реестра России относится к Нижнеобскому бассейновому округу, водохозяйственный участок реки — Пур. Речной бассейн реки — Пур.
Код водного объекта в государственном водном реестре — 15040000112115300054854